# Grecia Colmenares
Grecia Dolores Colmenares Mieussens (nascuda el 7 de desembre de 1962 a Valencia, Veneçuela) és una actriu veneçolana, que comença la seva carrera als 12 anys i aconsegueix un ràpid creixement professional, que traspassa les fronteres i es fa famosa en tota Amèrica i Europa. Durant els seus més de 40 anys de carrera, va filmar més de 20 telenovel·les i va actuar en diverses obres teatrals. En 1974 va iniciar la seva carrera en la telenovel·la Angélica, transmesa per Radio Caracas Televisión.

## Primeres passes
La seva mare d'origen francès, Grecia Mieussens i el seu pare veneçolà Lisandro Ernesto Colmenares.
Va cursar la seva educació a l'escola Lisandro Ramírez i en el Liceu Malpica. La seva vocació d'actriu es manifesta precoçment. Va estudiar teatre amb el Director i dramaturg Miguel Torrence, al qual sempre ha anomenat "el meu mestre".
Als 9 anys, convenç a la seva mare perquè la porti a Radio Caracas Televisión (RCTV), a fi de participar d'un càsting. Després de guanyar la preselecció a la qual aspiraven 30 concursants, obté el paper de Angélica, en la telenovel·la protagonitzada per José Luis Rodríguez "El Puma" i Mayra Alejandra; començant així la seva carrera, interpretant a la protagonista de nena. El seu debut en la novel·la va ser tan impactant com la protagonista de nena, que després els productors li van donar el paper com a filla de l'actor Jean Carlo Simancas i Lila Morillo.
Així va començar una llarga carrera d'èxits en la qual hi ha hagut títols com Ileana; Zoraida; Sangre azul; Estefanía i Tormento, entre molts altres.
Ja immersa en una carrera reeixida, Grecia continua perfeccionant-se com a actriu; en aquest sentit, estudia amb la reconeguda Amalia Pérez Díaz, considerada per la premsa d'espectacles com "La Senyora de l'actuació", formadora de talents.
El seu primer protagonista arriba l'any 1978 amb la minisèrie Drama de amor en el Bloque 6, una versió de Romeo i Julieta, en la qual és acompanyada per Henry Zakka, amb qui es casa als 17 anys. El matrimoni dura poc més d'un any i sent molt joves decideixen separar-se.
En 1981, protagonitza la seva primer telenovel·la, Rosalinda, novel·la en la que comparteix el paper estel·lar amb Carlos Olivier, amb la que aconsegueix situar-se primera en la sintonia veneçolana i li val premis i reconeixements internacionals. El 1983 protagonitza Días de infamia amb Javier Vidal. En 1984 es posa en la pell d'Azucena, i captiva al públic al costat de Javier Vidal.

## L'èxit
En 1984 Ràdio Caracas Televisió li ofereix protagonitzar el remake d' Esmeralda, estelarizado el 1971 per Lupita Ferrer. Així arriba per a Grecia Colmenares el seu llançament internacional amb Topacio, on és acompanyada per Víctor Cámara. Amb aquesta telenovel·la supera les fronteres de Veneçuela per a situar-se en els primers llocs d'audiència en diversos països d'Amèrica. Bat rècords a Univisión, la cadena de parla hispana més important dels Estats Units; Argentina; Puerto Rico; Colòmbia;Equador; el Perú; Xile; Nicaragua; Costa Rica i gran part d'Europa. Topacio li requereix un treball intensiu de 18 mesos, però la recompensa no triga a arribar i la converteix en una de les actrius més populars del món sencer, la qual cosa li permet obtenir els premis més importants atorgats a una estrella de la televisió. Cal destacar que Topacio va ser la primera novel·la traduïda a l'anglès.

## Consagració
A finalitats de 1985, en el punt cim de la seva carrera i després de l'èxit de Topacio al prime time, els productors de RCTV li ofereixen protagonitzar Cristal, la pròxima telenovel·la del canal. Al mateix temps, el productor i empresari peruà José Enrique Crousillat, li proposa realitzar una novel·la a l'Argentina i Grrcia opta per viatjar a Buenos Aires per a gravar María de nadie; amb producció de Crustel, l'estrella veneçolana arriba a Buenos Aires i immediatament conquesta al poble argentí, que l'adopta i s'enamora de la pobra provinciana que arriba a la ciutat amb tota la seva innocència i s'empra com minyona en la mansió d'una família benestant, on acaba enamorant-se del fill ric i bonic. Al costat del galant argentí Jorge Martínez, el seu èxit arreu d'Amèrica és immediat i s'estén a Itàlia i Espanya, on es repeteix l'èxit i collita de premis; en aquest sentit es destaca l'atorgat per l'Alcalde de la ciutat de Miami (USA), qui li fa lliurament de les Claus de la ciutat, i va instituir a Florida, el primer d'Octubre com El Dia de Grecia Colmenares. A partir d'aquest moment, Grecia passa a ser requerida no sols al mercat americà, sinó també a Itàlia i Espanya.
També, el 1986, durant l'enregistrament de la novel·la, als pocs mesos d'arribar a Buenos Aires, coneix a l'argentí Marcelo Pelegrí, del qual s'enamora i amb qui no triga a casar-se.
En els pròxims anys és protagonista d'importants èxits realitzats a l'Argentina que ocupen els primers llocs en la sintonia internacional.
Al març de 1987, el productor Raúl Lecouna la porta a realitzar una nova telenovel·la que portava el seu nom, Grecia, al costat de Gustavo Bermúdez, basat en el conte de la Ventafocs adaptat per a una història de telenovel·la.
A l'any següent, el 1988, protagonitza Pasiones al costat de Raúl Taibo, interpretant a una pagesa, que treballa en l'estada d'una família adinerada, enamorada del seu patró. Amb Pasiones torna a aconseguir un èxit rotund, tant a l'Argentina com en l'exterior, i és convocada des d'Itàlia per a realitzar diverses fotonovel·les a Europa.
Després d'un petit descans torna el 1989 amb un nou serial, Rebelde, una superproducció al millor estil Dinastia, amb escenaris luxosos i exteriors a Los Angeles i Buenos Aires, on comparteix cartell amb el reconegut actor Ricardo Darín. La novel·la se situa entre els programes més vists en la televisió i així repeteix un nou èxit en tota Amèrica i Europa.
A principis de 1990, protagonitza al costat del galant Arnaldo André Romanzo, una minisèrie de 5 capítols, realitzada a la costa argentina que s'estrena immediatament i és un succés. La sèrie s'exporta a Europa on repeteix l'èxit.
Paral·lelament la imatge de Grecia Colmenares, creix notablement en el mercat italià, on també va captivar al públic de les fotonovelas amb Tres amores para Angélica, Una razón para vivir, Prisionera del mal i Una vida robada, entre d'altres.
Quan Topacio s'emet en Itàlia, l'èxit d'audiència porta als directius del canal a coproduir amb Crustel i Reteitalia, una novel·la de 220 capítols anomenada Manuela. El rodatge s'inicia al setembre de 1990 en l'Argentina, i amb exteriors en Los Angeles, Madrid, Roma, Sicília, Gènova, Portofino i altres escenaris iguals d'impactants. En aquesta història, Grècia és acompanyada novament pel prestigiós Jorge Martínez, i es posa en la pell de dos personatges alhora, Isabel i Manuela, dues germanes que no es coneixen; dues germanes iguals que per aquestes estranyes coses de la vida s'enamoraran del mateix home. L'èxit va depassar totes les fronteres i es va fer coneguda a més en França, Alemanya, Europa Oriental i països àrabs.
Poc després va complir el seu desig de ser mare: el 4 de setembre de 1992 va donar a llum a la maternitat suïssa-argentina al seu fill, Gianfranco, fruit del seu matrimoni amb l'empresari Marcelo Pelegrí.
A l'any següent la cadena espanyola Telecinco la contracta per a protagonitzar un nou serial, i en coproducció amb Raúl Lecouna de l'Argentina arriba la seva nova telenovel·la, Primer amor al costat del galant Gabriel Corrado.
Simultàniament durant el mateix any, presa un nou compromís, i al mateix temps que roda Primer amor, comença a filmar Milagros, coneguda a Argentina com a Más allá del horizonte. Una història impactant d'època de 220 capítols, al costat de Osvaldo Laport, Luisa Kuliok i Gerardo Romano, Marta González, Patricia Palmer, Antonio Grimau, Viviana Saccone i Virgínia Lago entre altres grans figures. Aquesta gran coproducció de Silvio Berlusconni Communications (Itàlia) i Omar Romay es va convertir en una de les majors realitzacions televisives que va ser un gran èxit arreu d'Amèrica, Europa i Orient Mitjà.
A finalitats de 1994, la cadena Televisa a l'Argentina, la contracta per a protagonitzar El día que me quieras, novament al costat d'Osvaldo Laport en la qual repeteixen un èxit. En la novel·la de 200 capítols és acompanyada per les primeres figures Alicia Zanca, Chela Castro i Saúl Lizaso entre d'altres. La tira s'estrena a l'Argentina en el mes de Setembre del mateix any per canal 13, aprofitant l'èxit de Más allá del horizonte, que paral·lelament es transmetia en un altre canal.
En 1996 comença a filmar una nova megaproducció italo-argentina anomenada Amor sagrado, una telenovel·la d'època al costat de Jorge Martínez, Simón Pestana, Cecilia Cenci i Miguel Abud. En ella torna a interpretar a dos personatges alhora, posant-se en la pell d'Ángeles, una religiosa, i la seva germana bessona Eva, mentre es disputen l'amor del mateix home.
En finalitzar aquest projecte, viatja a Miami on passa una temporada i rep ofertes de Mèxic, Colòmbia i fins i tot la proposta de realitzar una pel·lícula sobre la vida de Grace Kelly, que no arriba a concretar-se.
En 1999 és convocada per a protagonitzar una nova temporada de Chiquititas, un programa infantil amb una trajectòria de cinc anys ininterromputs d'èxit. Amb aquesta incorporació, Grècia es converteix en la fada padrina idealitzada per tots els nens d'Amèrica; per primera vegada en la seva carrera, traspassa les pantalles de televisió i al costat de tot l'elenc de la sèrie, puja als escenaris del teatro Gran Rex, per a transmetre la seva màgia als 900.000 espectadors que durant totes les vacances d'hivern van viure i van cantar les seves cançons, en el que va ser l'èxit més gran de la temporada.
L'any 2000 és contractada per a realitzar una nova coproducció amb la cadena internacional dels Estats Units Univisión i Venevisión Internacional, anomenada Vidas prestadas, al costat del galant veneçolà Luis José Santander, aquesta novel·la va ser èxit als Estats Units, Llatí Amèrica, Europa i Mig orient.
Després d'aquest treball, Grècia Colmenares es muda a la ciutat de Miami, als Estats Units, on gaudeix de la seva família i es pren uns anys de descans.
En 2009, l'actriu és convidada per Televisa i viatja a Mèxic per a presentar-se al programa Muévete, on es retroba amb Víctor Cámara i se'ls ret homenatge per Topazi, la novel·la que va marcar les seves carreres i va captivar al món sencer. Compleix alguns compromisos amb el canal mexicà i després viatja a Itàlia, per a presentar-se en el programa Tutti pazzi per la tele, on la sorprenen amb un gran desplegament de producció, homenatjant-la per la seva reeixida carrera.
En 2010, l'actriu torna a Mèxic, aquesta vegada convocada per TV Azteca, on rep ofertes, i després torna a Itàlia, on rep un premi i és nomenada "Reina Mundial de les Telenovel·les" en de la "Perla de Tirrè". Aquest premi és votat pel públic, que la considera la màxima figura de les Telenovel·les a nivell mundial. Després d'aquest esdeveniment, Grecia viatja a l'Argentina, convidada al Festival i mercat mundial de les telenovel·les, realitzat a la ciutat de Mar del Plata, i després en 2011 a la ciutat de Buenos Aires, on va ser reconeguda per la seva trajectòria i haver estat la figura que ha exercit la major quantitat de coproduccions de parla hispana.

## Últims temps
A mitjan 2011, torna novament a Buenos Aires, on realitza un espot publicitari per a l'empresari Jorge Hané i és convidada al programa estel·lar de Susana Giménez.
A l'octubre de 2011 és convocada per treballar a l'Argentina, a la ciutat cordovesa de Carlos Paz, coneguda com un de les més importants destinacions turístics estiuencs del país, amb una variada i nombrosa cartellera teatral, per a protagonitzar durant la temporada d'estiu 2012 l'obra 14 millones, per la qual va ser nominada com a millor actriu i va obtenir el premi Carlos a la millor obra teatral.
Posteriorment, Ideas del Sur la contracta per a formar part de l'edició 2012 de Bailando por un sueño a Showmatch conduïda per Marcelo Tinelli.
Durant 2015 i 2016, el canal italià VERO retransmet els seus èxits María de nadie, Manuela i Milagros, també en imatge digital HD.
L'abril de 2016, Grecia Colmenares va tornar a Veneçuela per a realitzar un musical familiar. Els assajos van començar al maig i el 7 d'agost s'estrena Cenicienta Mía, una nova versió del clàssic, en el Teatre Municipal de Valencia, la seva ciutat natal.
En l'actualitat (2019) està participant d'un reality show a Itàlia, anomenat "L'illa dels famosos".

## Televisió
| Any       | Títol                      | Tipus        | Cadena    | Paper                              |
| --------- | -------------------------- | ------------ | --------- | ---------------------------------- |
| 2019      | Isola del famosi           | Reality      | Canal 5   | Participant                        |
| 2012      | Bailando 2012              | Reality      | El Trece  | 5a Parella eliminada               |
| 2000      | Vidas prestadas            | Telenovel·la | Univision | Fernanda Valente López             |
| 1999      | Chiquititas                | Telenovel·la | Telefe    | Ana Pizarro                        |
| 1996      | Amor sagrado               | Telenovel·la | Telefe    | Eva Herrera\| Ángeles Herrera      |
| 1994      | El día que me quieras      | Telenovel·la | Canal 13  | Soledad                            |
| 1994      | Más allá del horizonte     | Telenovel·la | Canal 9   | María Olazabal \| Milagros         |
| 1993      | Primer amor                | Telenovel·la | Canal 9   | María Inés                         |
| 1991      | Manuela                    | Telenovel·la | Canal 13  | Manuela Verezza \| Isabel Guerrero |
| 1990      | Romanzo                    | Sèrie        | ATC       | Gianina                            |
| 1989      | Rebelde                    | Telenovel·la | Canal 9   | Marina Roldán                      |
| 1988      | Pasiones                   | Telenovel·la | Canal 9   | Milagros Sarmiento                 |
| 1987      | Grecia                     | Telenovel·la | Canal 13  | Grecia                             |
| 1985      | María de nadie             | Telenovel·la | Telefe    | María Linares                      |
| 1984-1985 | Topacio                    | Telenovel·la | RCTV      | Topacio Sandoval                   |
| 1984      | Azucena                    | Telenovel·la | RCTV      | Azucena Rodríguez                  |
| 1983      | Días de infamia            | Telenovel·la | RCTV      | Minerva                            |
| 1983      | Chao Cristina              | Serie        | RCTV      |                                    |
| 1981      | Rosalinda                  | Telenovel·la | RCTV      | Rosalinda                          |
| 1981      | Elizabeth                  | Telenovel·la | RCTV      | Lourdes                            |
| 1981      | Marielena                  | Telenovel·la | RCTV      | Raquel                             |
| 1979      | Drama de amor en el bosque | Serie        | RCTV      |                                    |
| 1979      | Sangre azul                | Telenovel·la | RCTV      | María de los Ángeles               |
| 1979      | Estefanía                  | Telenovel·la | RCTV      | Ana María Escobar                  |
| 1977      | Tormento                   | Telenovel·la | RCTV      |                                    |
| 1977      | Zoraida                    | Telenovel·la | RCTV      |                                    |
| 1977      | Iliana                     | Telenovel·la | RCTV      |                                    |
| 1976      | Carolina                   | Telenovel·la | RCTV      | Blanquita                          |
| 1976      | Angélica                   | Telenovel·la | RCTV      | Angélica de nena                   |

## Teatre
- Romeo & Julieta (1976)
- Chiquititas (1999), al teatre Gran Rex.
- 14 millones (2012), Teatro del Sol, Carlos Paz | Teatro Broadway, Rosario
- Cenicienta Mía (2016).Teatro Municipal de Valencia | Teatro Ópera Maracay

## Premis y nominaciones
TP d'Or (Espanya)
| Any  | Categoria     | Pel·lícula | Resultat |
| ---- | ------------- | ---------- | -------- |
| 1991 | Millor actriu | Topacio    | Nominada |

Premis Carlos (Argentina)
| Any  | Categoria     | Pel·lícula  | Resultat |
| ---- | ------------- | ----------- | -------- |
| 2012 | Millor actriz | 14 millones | Nominada |